# Гринвуд, Линди
Ли́нди Гри́нвуд (англ. Lyndie Greenwood , род. 6 июня 1983) — канадская телевизионная актриса. Гринвуд наиболее известна благодаря своей роли Сони в сериале The CW «Никита» и Дженни Миллс в сериале Fox «Сонная лощина».
Гринвуд родилась в Торонто и закончила Торонтский университет в 2006 году. В начале карьеры она появилась в канадских сериалах «Копы-новобранцы» и «Горячая точка». В 2011 году она начала играть второстепенную роль в сериале «Никита», а после его закрытия получила второстепенную роль сестры главной героини в сериале «Сонная лощина». В 2014 году Гринвуд была повышена до регулярного состава начиная со второго сезона.

## Фильмография
| Год  | Название на русском | Название на английском               | Роль           | Примечания             |
| ---- | ------------------- | ------------------------------------ | -------------- | ---------------------- |
| 2009 | Пинквиль            | Pinkville                            | Натали Андерс  |                        |
| 2010 | Этот фильм разбит   | This Movie Is Broken                 | Девушка Блейка |                        |
| 2010 | Выход               | The Exit                             | Дженн          | Короткометражный фильм |
| 2010 |                     | Little Phoenix and the Fists of Fury | Финикс         | Короткометражный фильм |
| 2011 |                     | Furstenau Mysteries                  | Клара          | Короткометражный фильм |

| Год       | Название на русском   | Название на английском | Роль                         | Примечания                      |
| --------- | --------------------- | ---------------------- | ---------------------------- | ------------------------------- |
| 2009      | Читающий мысли        | The Listener           | Медсестра                    | Эпизод: «Inside the Man»        |
| 2010      | Копы-новобранцы       | Rookie Blue            | Кейша                        | Эпизод: «Bullet Proof»          |
| 2010      | Горячая точка         | Flashpoint             | Келли                        | Эпизод: «Follow the Leader»     |
| 2010      | Быть Эрикой           | Being Erica            | Кендра                       | Эпизод: «Moving on Up»          |
| 2010      | Воскресенья у Тиффани | Sundays at Tiffany’s   | Подруга Джейн № 2            | Телефильм канала Lifetime       |
| 2011      | Тайные операции       | Covert Affairs         | Медсестра                    | Эпизод: «Begin the Begin»       |
| 2012      | Зов крови             | Lost Girl              | Лана                         | Эпизод: «Table for Fae»         |
| 2012      | В надежде на спасение | Saving Hope            | Далия                        | Эпизод: «Blindness»             |
| 2011-2013 | Никита                | Nikita                 | Соня                         | Второстепенная роль, 42 эпизода |
| 2013-2017 | Сонная лощина         | Sleepy Hollow          | Дженни Гейл Миллс / Охотница | Главная роль; 62 эпизода        |